# Pterostichus aztecus
Pterostichus aztecus är en skalbaggsart som beskrevs av Tichon Sergeiewitsch Tschitscherine. Pterostichus aztecus ingår i släktet Pterostichus och familjen jordlöpare. Inga underarter finns listade i Catalogue of Life.